# Tàngara beccònica cellablanca
La tàngara beccònica cellablanca (Conirostrum ferrugineiventre) és un ocell de la família dels tràupids (Thraupidae).

## Hàbitat i distribució
Habita zones de matoll obert i vessants amb arbres dels Andes, al sud del Perú i oest de Bolívia.